# Then
«Then» — песня американского кантри-певца и автора-исполнителя Брэда Пейсли, вышедшая 23 марта 2009 года в качестве первого сингла с его 7-го студийного альбома American Saturday Night (2009). Авторами песни выступили Chris DuBois, Ashley Gorley, Brad Paisley. Сингл получил платиновый статус от Recording Industry Association of America.

## История
«Then» достиг позиции № 1 в американском хит-параде кантри-музыки Billboard Hot Country Songs (14-й чарттоппер певца в этом основном хит-параде жанра кантри-музыки), и позиции № 28 Billboard Hot 100.
Песня получила смешанные отзывы музыкальных критиков. Robert Christgau включил песню на позицию № 12 в списке лучших песен десятилетия в журнале Rolling Stone.

## Музыкальное видео
Режиссёром музыкального видео выступил Alan Carter, а премьера состоялась 2009 CMT Music Awards.

## Чарты

### Еженедельные чарты
| Чарт (2009)                         | Высшая позиция |
| ----------------------------------- | -------------- |
| Канада (Billboard Canadian Hot 100) | 52             |
| США (Billboard Hot 100)             | 28             |
| США (Billboard Adult Contemporary)  | 19             |
| США (Billboard Hot Country Songs)   | 1              |

### Итоговые годовые чарты
| Чарт (2009)                  | Позиция |
| ---------------------------- | ------- |
| U.S. Billboard Hot 100       | 84      |
| US Country Songs (Billboard) | 15      |

## Сертификации
| Регион | Сертификация  | Продажи   |
| --- | ------------- | --------- |
| США (RIAA) | 2× Платиновый | 2 000 000 |
| * Данные о продажах приведены только на основе сертификации. ^ Данные о тиражах приведены только на основе сертификации. |               |           |